# Liselotte Gøttsche
Liselotte Gøttsche Damgaard (* um 1956) ist eine dänische Badmintonspielerin. 

## Karriere
Liselotte Gøttsche wurde 1973 nationale Juniorenmeisterin der U17 in Dänemark, 1974 der U19. 1974 und 1975 siegte sie bei den Nordischen Juniorenmeisterschaften, 1975 auch bei den Junioreneuropameisterschaften. 1981 war sie bei den Swiss Open erfolgreich, 1984 und 1985 bei den dänischen Amateurmeisterschaften. Gøttsche ist Ehrenmitglied im Herning Badminton Klub.

## Sportliche Erfolge
| Saison    | Veranstaltung                                    | Disziplin   | Platz | Name                                                  |
| --------- | ------------------------------------------------ | ----------- | ----- | ----------------------------------------------------- |
| 1972/1973 | Dänemark: Einzelmeisterschaften der Junioren U17 | Damendoppel | 1     | Liselotte Gøttsche, Herning / Lilli B. Pedersen, Viby |
| 1973/1974 | Dänemark: Einzelmeisterschaften der Junioren U19 | Damendoppel | 1     | Liselotte Gøttsche, Herning / Lilli B. Pedersen, Viby |
| 1974      | Nordische Juniorenmeisterschaften                | Damendoppel | 1     | Liselotte Gøttsche / Lilli B. Pedersen                |
| 1975      | Nordische Juniorenmeisterschaften                | Damendoppel | 1     | Liselotte Gøttsche / Lilli B. Pedersen                |
| 1975      | Junioreneuropameisterschaft                      | Damendoppel | 1     | Liselotte Gøttsche / Lilli B. Pedersen                |
| 1981      | Swiss Open                                       | Damendoppel | 1     | Susanne Ejlertsen / Liselotte Gøttsche                |
| 1983/1984 | Dänemark: Einzelmeisterschaft der Amateure       | Damendoppel | 1     | Liselotte Gøttsche, Herning / Grete Mogensen, Esbjerg |
| 1984/1985 | Dänemark: Einzelmeisterschaft der Amateure       | Damendoppel | 1     | Liselotte Gøttsche, Herning / Grete Mogensen, Esbjerg |